# Église Ognissanti (Florence)
Pour les articles homonymes, voir Église de Tous-les-Saints.
L'église Ognissanti (en italien : chiesa di Ognissanti soit littéralement « église de tous les saints ») est une église d'origine franciscaine à façade baroque, donnant sur la place homonyme de la ville de Florence en Toscane (Italie).

## Historique
Commencée en 1251, l'église faisait partie du complexe conventuel des Umiliati, l'ordre religieux lombard spécialisé dans l'art du verre et de la laine installé à Florence en 1239, particulièrement ici près de l'Arno pour leurs moulins.
L'église a été enrichie d'œuvres d'art d'une qualité exceptionnelle, grâce aux familles aisées rassemblées autour de ces activités, et qui avaient acquis une solide position économique et sociale.
Vers 1310 la Maestà de Giotto avait été placée sur le maître-autel (transférée depuis à la galerie des Offices) et, près d'elle, son crucifix monumental déplacé dans le transept gauche en 2010 (après une longue restauration effectuée par l'Opificio delle pietre dure).
Au Quattrocento, les fresques de Sandro Botticelli et de Domenico Ghirlandaio furent réalisées, de part et d'autre de la nef :
- Saint Jérôme dans son étude de Domenico Ghirlandaio
- Saint Augustin dans son cabinet de travail de Sandro Botticelli

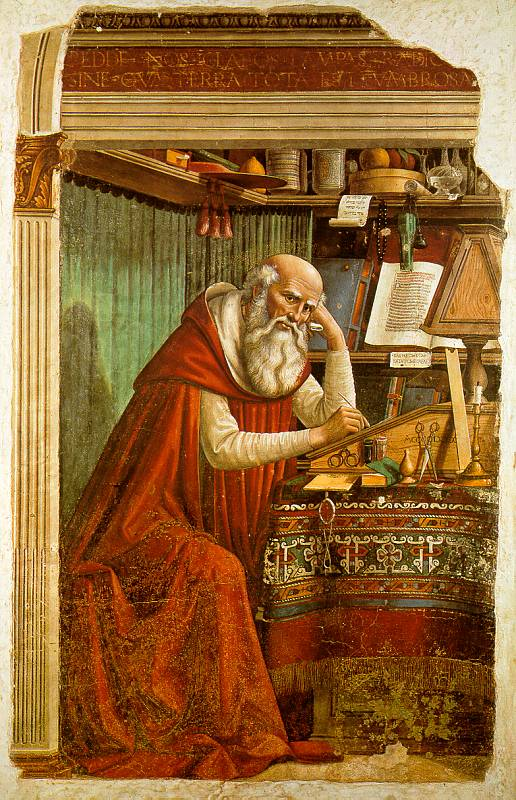
Saint Jérôme dans son étude de Domenico Ghirlandaio.
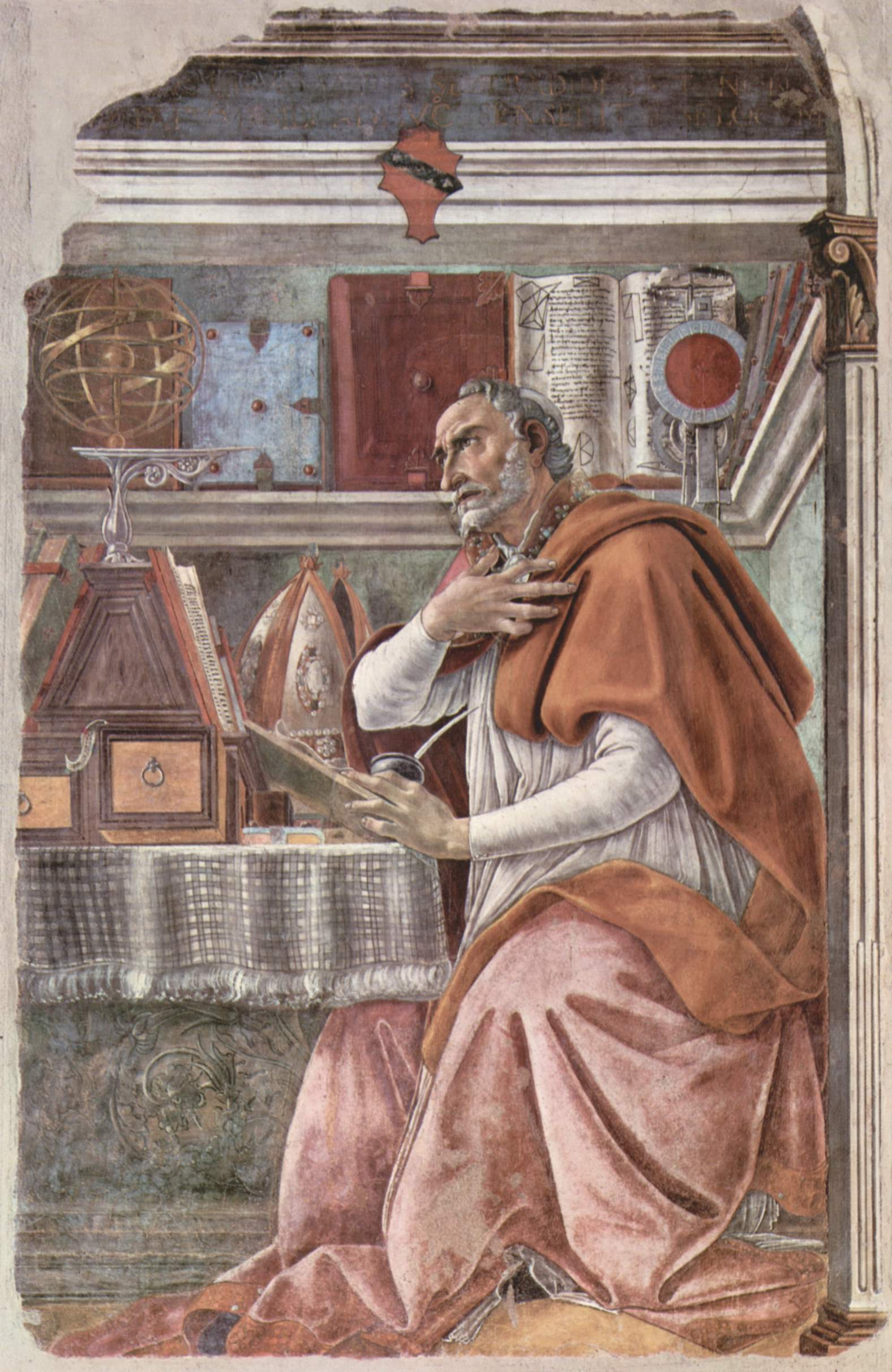
Saint Augustin dans son cabinet de travail de Botticelli.
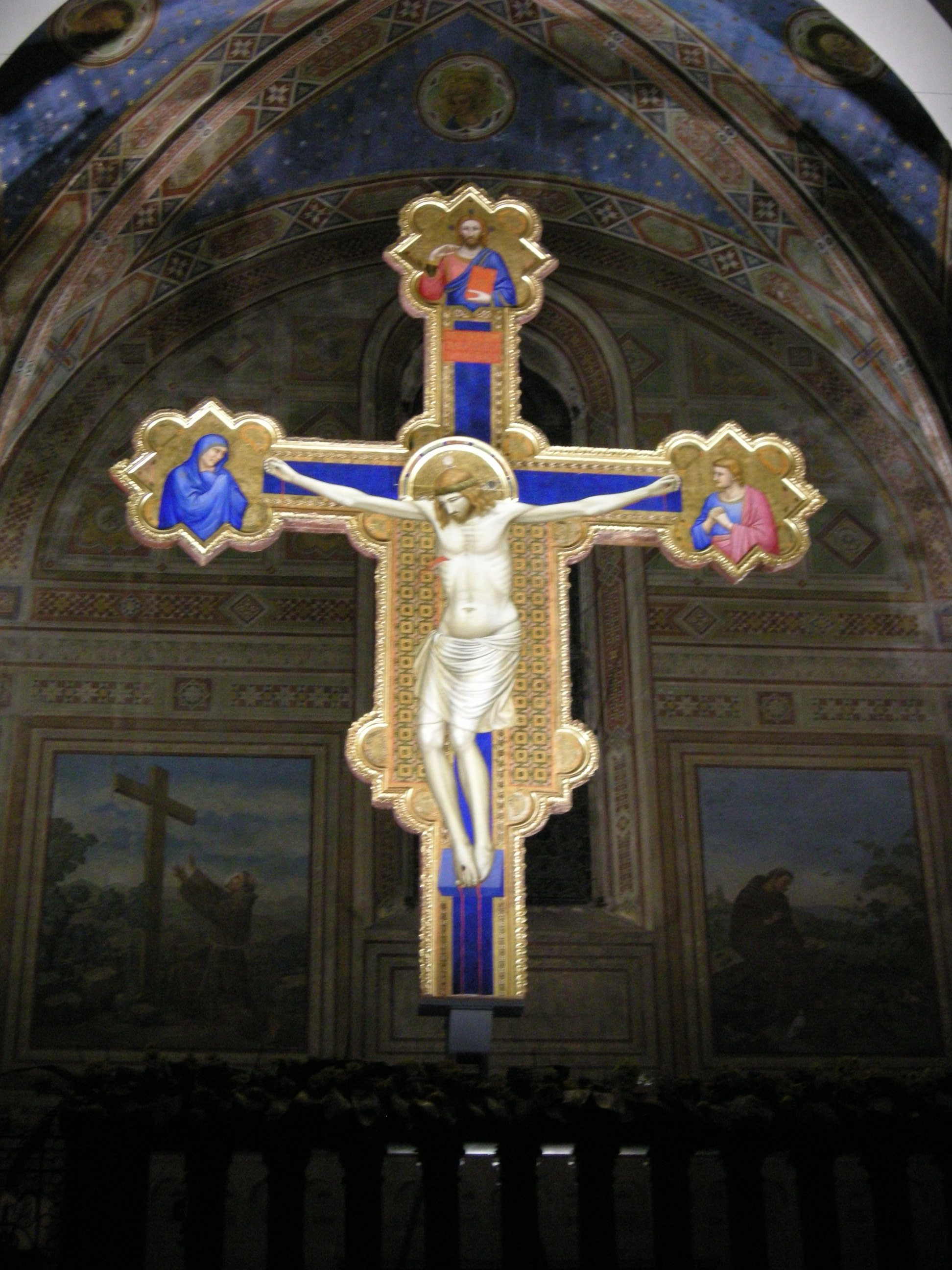
Crucifix de Giotto.

Le peintre Giovanni Domenico Ferretti y réalisa des fresques entre les années 1730 et les années 1750.

## Le cloître

La nef.

Au cours du siècle suivant, les Umiliati diminuant en nombre et en prestige (la soie supplantant la laine), quittèrent l'église en 1571, et le monastère confié aux Franciscains déplacés depuis l'église San Salvatore al Monte, endommagée à la suite du siège des troupes impériales en 1529. Les rénovations se traduisirent par l'ajout des deux cloîtres actuels, et l'église fut consacrée en 1582 et dédiée à San Salvatore ad Ognissanti, en l'honneur du siège primitif de l'église de Monte alle Croci.
Au début du XVIIe siècle, les frères commandèrent à Jacopo Ligozzi, à Giovanni da San Giovanni et à d'autres artistes, les fresques des épisodes de la Vie de saint François pour le promenoir du cloître.
Après la suppression des ordres monastiques de 1810, le monastère aboli en 1866, devient en 1923 le siège du poste de police, qui domine encore la Via Borgo di Ognissanti. Les Franciscains ont repris, dans une seule partie, depuis leur exercice monacal.
Le réfectoire des cloîtres est devenu un musée et donne accès au « Cenacolo de Domenico Ghirlandaio ».

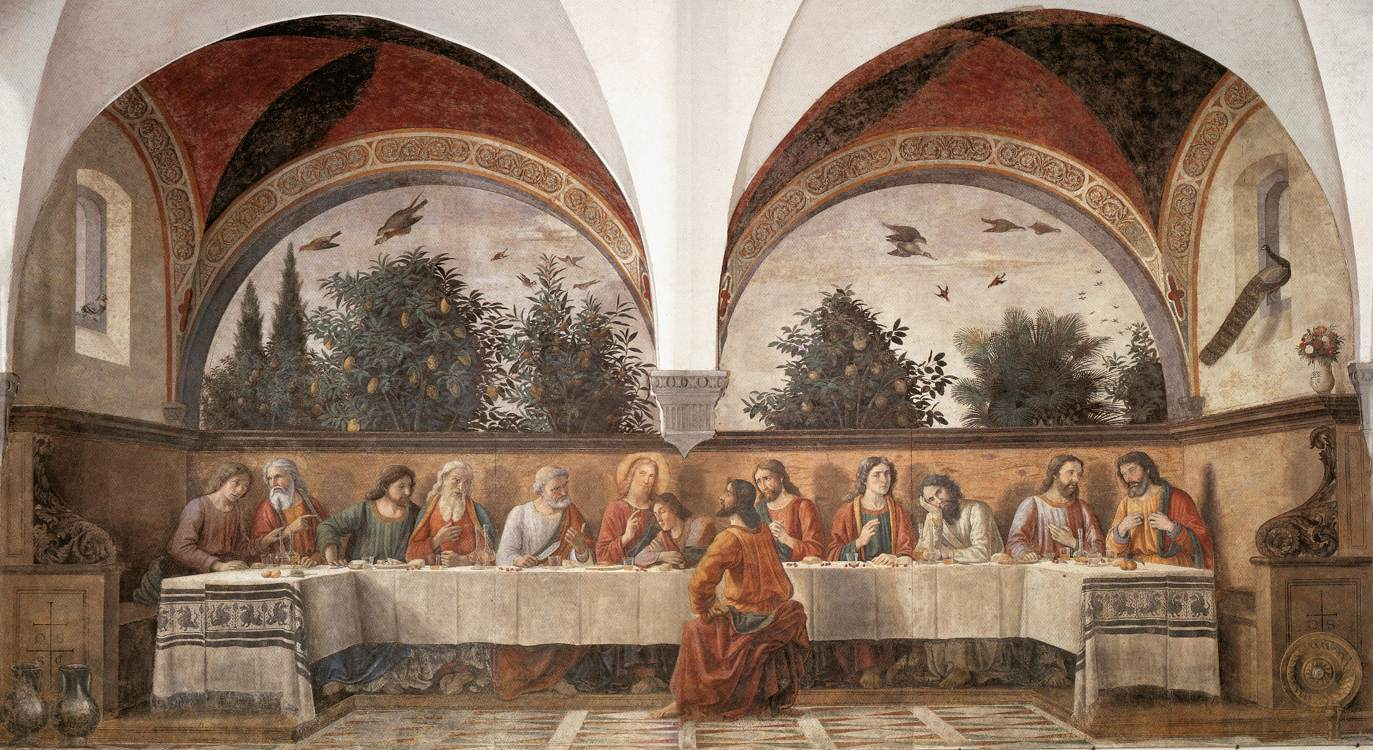
La Cène de Ghirlandaio.

## Tombeaux
- Sandro Botticelli, peintre
- Giovanni Antonio Santarelli, graveur
- Simonetta Vespucci
- Amerigo Vespucci

Dans l’église Ognissanti, se trouve également la tombe de Maria-Annunziata Bonaparte, dite Caroline Bonaparte, ancienne reine consort de Naples et épouse de Joachim Murat, roi de Naples d’août 1808 à novembre 1815.

## Lieu de tournage
En 2016, une équipe de l'émission Secrets d'Histoire a tourné plusieurs séquences dans l'église dans le cadre d'un numéro consacré à Caroline Bonaparte, intitulé Caroline, née Bonaparte, épouse Murat, diffusé le 27 juillet 2017 sur France 2